# Plectris distincta
Plectris distincta är en skalbaggsart som beskrevs av Bruch 1909. Plectris distincta ingår i släktet Plectris och familjen Melolonthidae. Inga underarter finns listade i Catalogue of Life.